# Escató
Veti Escató o Veti Cató (en llatí: Vettius Scato o Vettius Cato) va ser un general dels aliats italians revoltats a la guerra social (90 aC).
Va derrotar el cònsol Luci Juli Cèsar i llavors va avançar cap a la ciutat d'Esèrnia que es va haver de rendir per manca de provisions. Va derrotar a l'altre cònsol Publi Rutili Llop que va morir en combat. Aquest Vetti Cató podria ser el mateix personatge que Apià esmenta com el general Ventidi, i que va ser un dels generals italians que va derrotar Gneu Pompeu Estrabó. Sèneca diu que Gai Veti (només escriu C. Vettius, però sens dubte era Escató) va ser fet presoner, i va ser apunyalat i mort pel seu propi esclau quan era arrossegat cap al davant del general romà, per alliberar-lo d'un destí ignominiós.
Hi ha dificultats per saber quin era el cognomen de Veti. Apià l'anomena Cató i probablement també és l'Insteius Cato anomenat per Vel·lei Patèrcul com un dels generals de la guerra social. Però en els millors manuscrits de Ciceró figura com a Scato (Escató), que era probablement la forma correcta, puix que està registrat com un nom propi dels marsis. El seu praenomen també és discutit. Ciceró l'anomena Publi, Eutropi li diu Titus i Sèneca Gai.